# Pangong
Pangong (Tibetaans: Banggong Co en Ladakhi: Pangong Tso) is een meer met zoutwater op de grens van de Tibetaanse Autonome Regio (arrondissement Ruthog) in de Volksrepubliek China en Ladakh in India.
Het meer ligt op vijf uur rijden van Leh, de zomerhoofdstad van Ladakh. In China is het meer te bereiken via de nationale weg G219.
Ondanks het zoute water is het meer in de winter dichtgevroren. Het heeft een lengte van 134 km en breedte van 5 km.

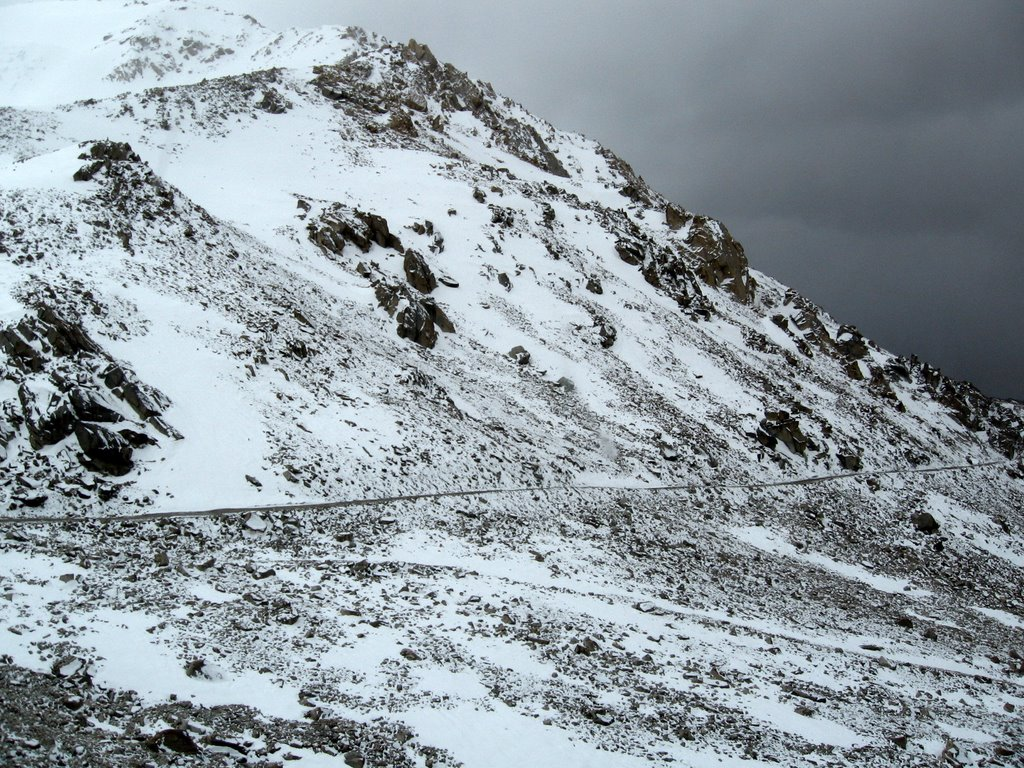
De weg naar het meer in de winter

## Galerij

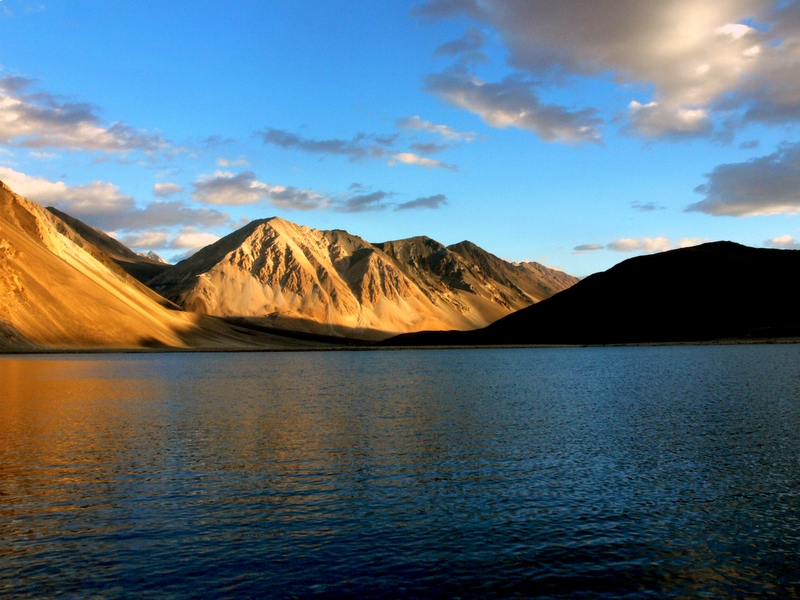
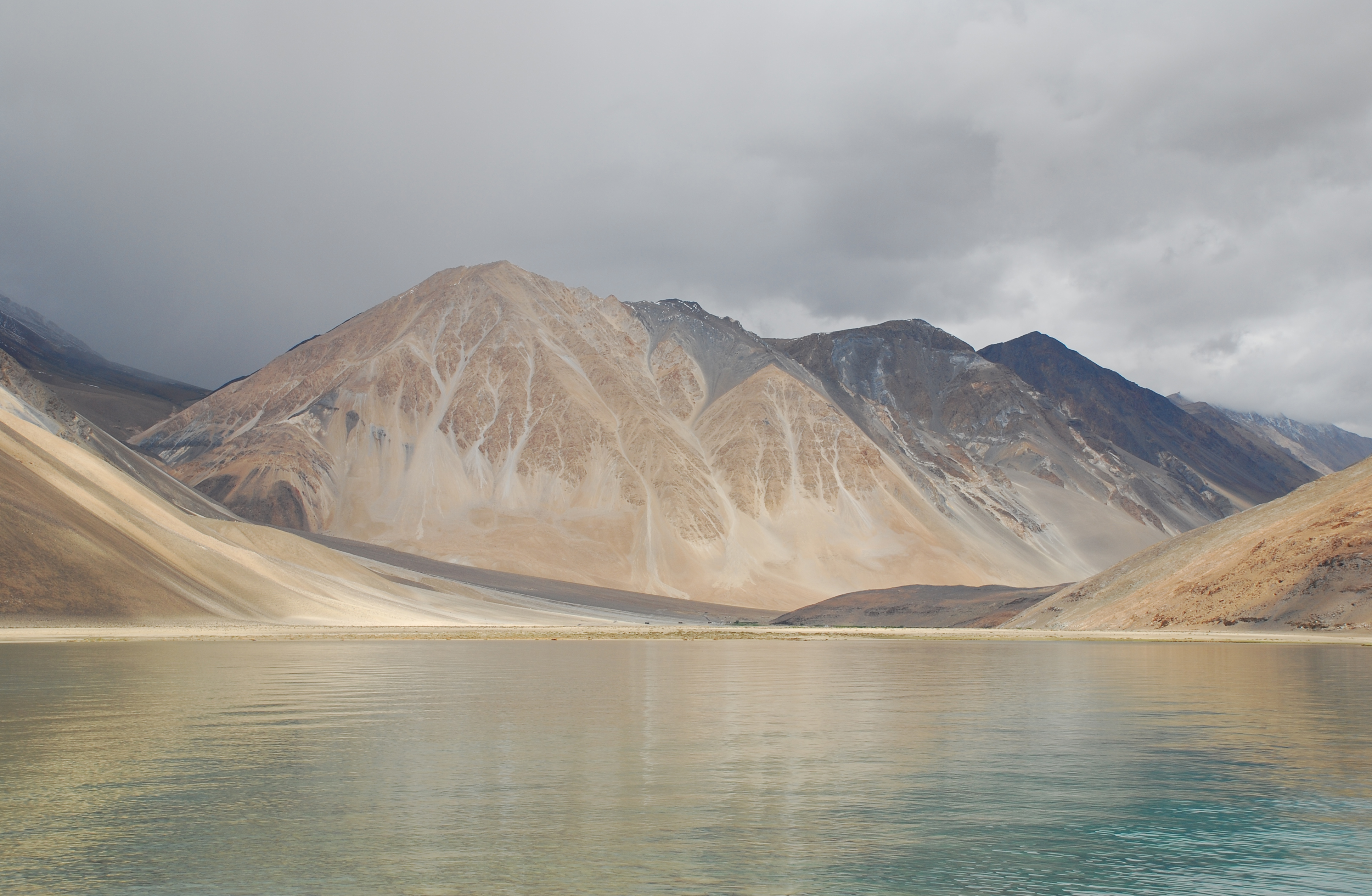
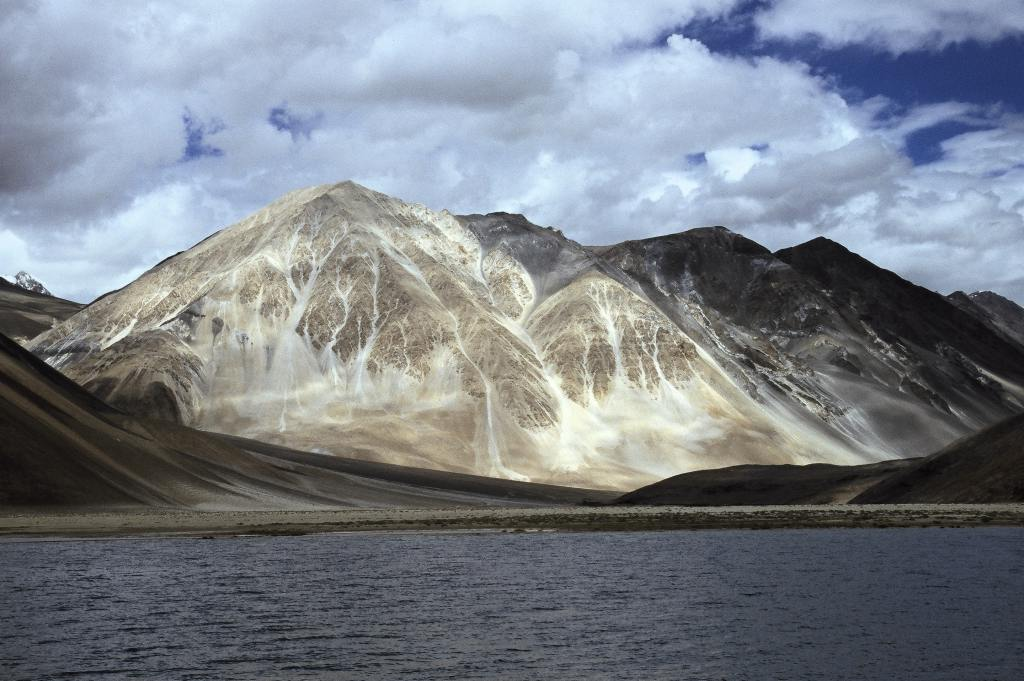

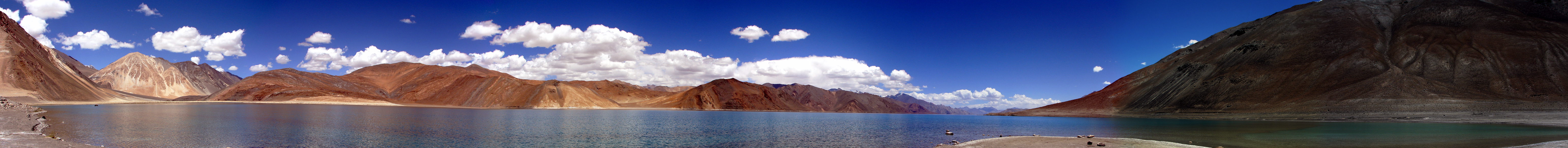
Panoramazicht